# كهبل شوفالييري
كهبل شوفالييري أو ديتار شوفالييري (الاسم العلمي:Detarium chevalieri) هو نوع غير مؤكد من النباتات يتبع جنس الديتار من الفصيلة البقولية.